# Alejandro Giraldo
Alejandro Giraldo Sánchez (Sahagún, 27 de junio de 1880-Montería, 7 de julio de 1941) fue un médico y senador cordobés íntimamente ligado con el nacimiento de la medicina científica en el área del Sinú. A principios del siglo XX fundó las primeras clínicas que hubo en Montería y Lorica. Se desempeñó como diputado a la Asamblea de Bolívar y senador de la República. Se tiene a este galeno como pionero de la masonería en Córdoba. Está catalogado como el Padre de la medicina en el departamento de Córdoba.